# Универзитет Вашингтона
Универзитет Вашингтона (енгл. University of Washington) је државни универзитет који се налази у Сијетлу, Вашингтон, САД. Основан је 1861.
Нобеловом наградом награђена су 18 професора, студената и истраживача са Универзитет Вашингтона.